# Giacomo Pio di Borbone-Spagna
Giacomo Pio di Borbone-Spagna (nome completo: Jaime Pío Juan Carlos Bienvenido Sansón Pelayo Hermenegildo Recaredo Álvaro Fernando Gonzalo Alfonso María de los Dolores Enrique Luis Roberto Francisco Ramiro José Joaquín Isidro Leandro Miguel Gabriel Rafael Pedro Benito Felipe) (Vevey, 27 giugno 1870 – Parigi, 2 ottobre 1931) fu il pretendente carlista al trono di Spagna, portando il titolo di Duca di Madrid, con il nome di Jaime III e il pretendente legittimista al trono di Francia e Navarra, portando il titolo di Duca d'Angiò, con il nome di Jacques I.

## Biografia
Unico figlio maschio di Carlo di Borbone e di Margherita di Borbone-Parma, studiò prima dai gesuiti al Collège de Vaugirard a Parigi ed in seguito all'università di Beaumont a Old Windsor. Formatosi all'Accademia Militare Teresiana di Wiener Neustadt nel 1896 entrò nell'esercito russo diventando tenente colonnello in un reggimento di ussari. Nel 1900 prese parte alla spedizione contro i Boxer combattendo nella battaglia di Beitang e nel biennio 1904 - 1905 alla Guerra Russo-Giapponese, prendendo parte alla battaglia di Liaoyang e a quella di Vafangon.
Il 18 luglio 1909 Giacomo Pio di Borbone-Spagna succedette al padre come pretendente carlista al trono di Spagna e legittimista a quello francese. Come pretendente carlista fu conosciuto come Giacomo (Jaime) III, perché anche se sarebbe stato il primo di questo nome a regnare su León, Castiglia o Spagna, il numero venne condizionato dalla precedente esistenza di due sovrani allo stesso modo appellati che avevano regnato sull'Aragona; Giacomo Pio, però, usò sempre il titolo di duca di Madrid. Come pretendente legittimista al trono francese fu invece conosciuto come Giacomo (Jacques) I, ma usò il titolo di duca d'Angiò.
Giacomo lasciò l'esercito russo e visse principalmente nel Castello di Frohsdorf a Lanzenkirchen in Austria e nel suo appartamento in Avenue Hoche a Parigi, oltre alla Villa Borbone presso Viareggio, che aveva ereditato dalla madre. In quegli anni visitò segretamente la Spagna in svariate occasioni. Durante la prima guerra mondiale fu tenuto agli arresti domiciliari a Frohsdorf in Austria.
Il 16 aprile 1923 con un decreto del suo Delegato Generale in Spagna, il Marchese de Villores, Giacomo creò l'Ordine della Legittimità Proscritta (Orden de la Legitimidad Proscrita) per onorare coloro che erano stati imprigionati o esiliati dal governo spagnolo per la loro lealtà alla causa carlista.
Nell'aprile 1931 il re costituzionale Alfonso XIII di Spagna fu costretto a lasciare il paese, davanti all'affermazione della seconda Repubblica spagnola e Giacomo Pio pubblicò un manifesto che invitava tutti i monarchici a radunarsi intorno alla causa del legittimismo. Qualche mese dopo, il 23 settembre, secondo un protocollo vigente tra sovrani, Giacomo III ricevette Alfonso XIII nel suo appartamento a Parigi e due giorni dopo Alfonso XIII e sua moglie la regina Vittoria Eugenia ricambiarono la visita, ricevendo Giacomo Pio nella loro residenza all'Hotel Savoy d'Avon a Fontainebleau. Nell'occasione Giacomo III conferì il collare dell'Ordine dello Spirito Santo, ordine di cui era Gran Maestro in quanto pretendente al trono francese, ad Alfonso: questo incontro creò un clima di riappacificazione fra i due pretendenti al trono spagnolo.
Una settimana dopo Giacomo Pio morì a Parigi, venendo sepolto nella sua villa alla Tenuta Reale; lo zio Alfonso Carlo, duca di San Jaime, gli successe come pretendente ai troni francese e spagnolo.
A causa delle sue opinioni di sinistra venne soprannominato il pretendente rosso; paradossalmente le sue posizioni politiche lo collocavano a sinistra rispetto a re Alfonso XIII, che, in quanto esponente dell'isabellismo avrebbe dovuto essere più liberale di un carlista.

## Ascendenza
|                                     |                       |                                         | Genitori                                      |  |  | Nonni |  |  | Bisnonni                                 |  |  | Trisnonni              |  |
|                                     |                       |                                         |                                               |  |  |       |  |  | 8. Carlo Maria Isidoro di Borbone-Spagna |  |  | 16. Carlo IV di Spagna |  |
|                                     |                       |                                         |                                               |  |  |       |  |  | 8. Carlo Maria Isidoro di Borbone-Spagna |  |  | 16. Carlo IV di Spagna |  |
|                                     |                       | 17. Maria Luisa di Borbone-Parma        |                                               |  |  |       |  |  | 8. Carlo Maria Isidoro di Borbone-Spagna |  |  |                        |  |
| 4. Giovanni Carlo di Borbone-Spagna |                       |                                         |                                               |  |  |       |  |  | 8. Carlo Maria Isidoro di Borbone-Spagna |  |  |                        |  |
|                                     |                       | 9. Maria Francesca di Braganza          | 18. Giovanni VI del Portogallo                |  |  |       |  |  |                                          |  |  |                        |  |
|                                     |                       | 9. Maria Francesca di Braganza          | 18. Giovanni VI del Portogallo                |  |  |       |  |  |                                          |  |  |                        |  |
|                                     |                       | 9. Maria Francesca di Braganza          | 19. Carlotta Gioacchina di Borbone-Spagna     |  |  |       |  |  |                                          |  |  |                        |  |
| 2. Carlo Maria di Borbone-Spagna    |                       | 9. Maria Francesca di Braganza          |                                               |  |  |       |  |  |                                          |  |  |                        |  |
|                                     |                       | 10. Francesco IV d'Austria-Este         | 20. Ferdinando Carlo Antonio d'Asburgo-Lorena |  |  |       |  |  |                                          |  |  |                        |  |
|                                     |                       | 10. Francesco IV d'Austria-Este         | 20. Ferdinando Carlo Antonio d'Asburgo-Lorena |  |  |       |  |  |                                          |  |  |                        |  |
|                                     |                       | 10. Francesco IV d'Austria-Este         | 21. Maria Beatrice d'Este                     |  |  |       |  |  |                                          |  |  |                        |  |
| 5. Maria Beatrice d'Austria-Este    |                       | 10. Francesco IV d'Austria-Este         |                                               |  |  |       |  |  |                                          |  |  |                        |  |
|                                     |                       | 11. Maria Beatrice di Savoia            | 22. Vittorio Emanuele I di Savoia             |  |  |       |  |  |                                          |  |  |                        |  |
|                                     |                       | 11. Maria Beatrice di Savoia            | 22. Vittorio Emanuele I di Savoia             |  |  |       |  |  |                                          |  |  |                        |  |
|                                     |                       | 11. Maria Beatrice di Savoia            | 23. Maria Teresa d'Austria-Este               |  |  |       |  |  |                                          |  |  |                        |  |
| 1. Giacomo Pio di Borbone-Spagna    |                       | 11. Maria Beatrice di Savoia            |                                               |  |  |       |  |  |                                          |  |  |                        |  |
|                                     | 12. Carlo II di Parma | 24. Ludovico I di Etruria               |                                               |  |  |       |  |  |                                          |  |  |                        |  |
|                                     | 12. Carlo II di Parma | 24. Ludovico I di Etruria               |                                               |  |  |       |  |  |                                          |  |  |                        |  |
|                                     | 12. Carlo II di Parma | 25. Maria Luisa di Borbone-Spagna       |                                               |  |  |       |  |  |                                          |  |  |                        |  |
| 6. Carlo III di Parma               | 12. Carlo II di Parma |                                         |                                               |  |  |       |  |  |                                          |  |  |                        |  |
|                                     |                       | 13. Maria Teresa di Savoia              | 26. Vittorio Emanuele I di Savoia (= 22)      |  |  |       |  |  |                                          |  |  |                        |  |
|                                     |                       | 13. Maria Teresa di Savoia              | 26. Vittorio Emanuele I di Savoia (= 22)      |  |  |       |  |  |                                          |  |  |                        |  |
|                                     |                       | 13. Maria Teresa di Savoia              | 27. Maria Teresa d'Austria-Este (= 23)        |  |  |       |  |  |                                          |  |  |                        |  |
| 3. Margherita di Borbone-Parma      |                       | 13. Maria Teresa di Savoia              |                                               |  |  |       |  |  |                                          |  |  |                        |  |
|                                     |                       | 14. Carlo Ferdinando di Borbone-Francia | 28. Carlo X di Francia                        |  |  |       |  |  |                                          |  |  |                        |  |
|                                     |                       | 14. Carlo Ferdinando di Borbone-Francia | 28. Carlo X di Francia                        |  |  |       |  |  |                                          |  |  |                        |  |
|                                     |                       | 14. Carlo Ferdinando di Borbone-Francia | 29. Maria Teresa di Savoia                    |  |  |       |  |  |                                          |  |  |                        |  |
| 7. Luisa Maria di Borbone-Francia   |                       | 14. Carlo Ferdinando di Borbone-Francia |                                               |  |  |       |  |  |                                          |  |  |                        |  |
|                                     |                       | 15. Carolina di Borbone-Due Sicilie     | 30. Francesco I delle Due Sicilie             |  |  |       |  |  |                                          |  |  |                        |  |
|                                     |                       | 15. Carolina di Borbone-Due Sicilie     | 30. Francesco I delle Due Sicilie             |  |  |       |  |  |                                          |  |  |                        |  |
|                                     |                       | 15. Carolina di Borbone-Due Sicilie     | 31. Maria Clementina d'Asburgo-Lorena         |  |  |       |  |  |                                          |  |  |                        |  |
|                                     |                       | 15. Carolina di Borbone-Due Sicilie     |                                               |  |  |       |  |  |                                          |  |  |                        |  |